# Kleine tijm
De kleine tijm (Thymus serpyllum) of wilde tijm is een plant uit de lipbloemenfamilie (Lamiaceae). De plant heeft kruipende stengels. De opstijgende scheuten zijn aan twee tegenoverstaande zijden behaard en zijn zelden hoger dan 7 cm. De grote tijm (Thymus pulegioides) is alleen op de ribben behaard. Een verouderde naam voor de kleine tijm is Roomse kwendel.

## Determinatie
De bladeren zijn eirond en hebben een lengte van 4–8 mm. Het blad is glanzend, heeft een donkergroene kleur en is soms behaard. De plant bloeit van mei tot augustus. De bloemen staan in kransen, zijn roze of purper en hebben een doorsnede van 3–5 mm. De vruchten zijn eivormige nootjes. De kleine tijm doet het goed in rotstuinen, en op een zonnige plaats.

## Ecologie

### Syntaxonomie
Kleine tijm geldt als kensoort voor de associatie van schapengras en tijm (Festuco-Thymetum serpylli), een plantengemeenschap behorende tot de klasse van droge graslanden op zandgrond.

### Faunistisch belang
Kleine tijm is waardplant voor de vlinders Pempeliella dilutella en tijmblauwtje.

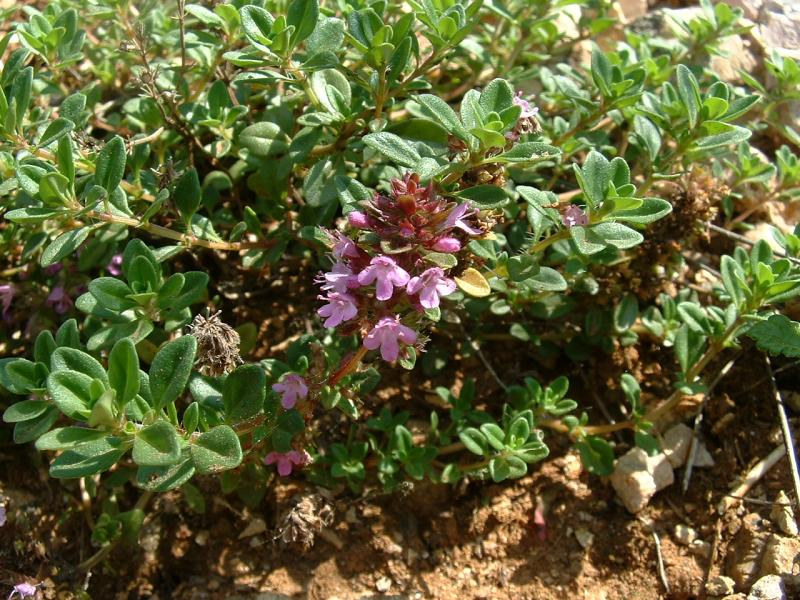
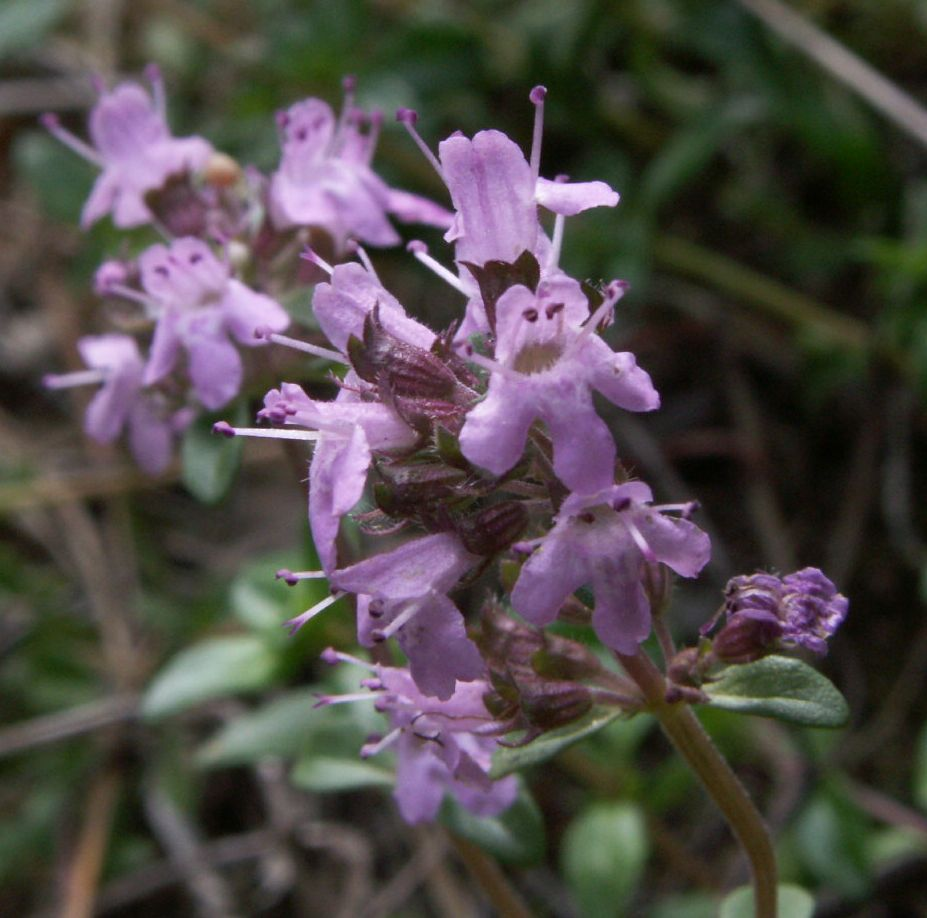

... · 
T. kosteleckyanus · 
T. praecox (Kruiptijm) · 
T. pulegioides (Grote tijm) · 
T. serpyllum (Kleine tijm) · 
T. vulgaris (Echte tijm) · 
...